# تود فيليب هاسكيل
تود فيليب هاسكيل (بالإنجليزية: Todd Phillip Haskell)‏ هو دبلوماسي أمريكي، ولد في 1962 في هيولت هاربور في الولايات المتحدة.